# Armand Amar
Armand Amar (Jeruzalem, 1953) is een Franse componist.

## Levensloop
Zijn moeder is Israëlische en zijn vader een Joodse Marokkaan met Frans paspoort. Als kind is hij met zijn vader geëmigreerd naar Marokko.
Al sinds zijn jeugd was hij geïnteresseerd in meerdere muziekstijlen en leerde zichzelf verschillende instrumenten te bespelen. Eerst conga’s, later ook tombak. Hij bezocht leraren om zijn kennis te verfijnen. Op uitnodiging van de Zuid-Afrikaanse choreograaf Peter Goss in 1976, kwam hij in aanraking met dans en ontmoette hij acteur Patrice Chereau.
Zijn werken zijn vaak gericht op oosterse muziek en is hij auteur van meerdere balletten en soundtracks. Ook heeft hij samengewerkt met Costa-Gavras.

Met de Franse componist Alain Weber en Peter Gabriel richtte hij in 1994 een eigen muziekuitgeverij op.
Amar is vier keer genomineerd voor de Franse filmprijs César. In 2010 ontving hij de prijs voor beste componist voor de muziek in “The concert” van Radu Mihăileanu.

## Filmografie
Film
- 2002 - Amen. (Costa-Gavras)
- 2004 - Taboos (Zohre & Manouchehr) (Mitra Farahani)
- 2005 - Live and Become (Radu Mihaileanu)
- 2005 - The Ax (Costa-Gavras)
- 2006 - The Trail (Éric Valli)
- 2006 - Bab'Aziz (Nacer Khemir)
- 2006 - Glory (Bouchareb)
- 2006 - Blame It on Fidel (Julie Gavras)
- 2007 - Cartouches Gauloises (Mehdi Charef)
- 2007 - The First Cry (Gilles de Maistre)
- 2007 - Like your father (Marco Caramel)
- 2008 - The Maiden and the Wolves (Gilles Legrand)
- 2008 - Sagan (Diane Kurys)
- 2009 - Welcome (Philip Lioret)
- 2009 - Eden Is West (Costa-Gavras)
- 2009 - Miller, Van Gogh (Peter Knapp en François Bertrand)
- 2009 - Home (Yann Arthus-Bertrand)
- 2009 - Le Concert (Radu Mihaileanu)
- 2011 - Tu Seras Mon Fils (Gilles Legrand)

Televisie
- 1997 - Miracle in the Eldorado (Philippe Niang)
- 2006 - View of Heaven (Yann Arthus-Bertrand)
- 2007 - Marie Humbert, the secret of a parent (Marc Angelo)
- 2009 - Great Reporters (Gilles de Maistre)
- 2009 - London River (Bouchareb)

Documentaire en overige
- 2014 - La Terre vue du ciel – "De aarde vanaf boven gezien" (Renaud Delourme)
- 2009 - Marco Polo (Marie-Claude Pietragalla en Julian Derouault)
- 2010 - Trailer "Spring Film"
- 2017 - Leylâ et Majnûn ou l'amour mystique. Muzikaal Arabisch liefdesverhaal uit de 7e eeuw op CD uitgebracht.

## Prijzen
Gewonnen prijzen
- 2010 - Cesar voor de beste filmmuziek in Le Concert (Radu Mihaileanu)

Nominaties
- 2002 - César voor de beste filmmuziek, voor Amen. (Costa Gavras)
- 2003 - SACEM, voor de meest originele muziek voor Later (Eric Valli)
- 2005 - César voor de beste filmmuziek, voor Live and Become (Radu Mihaileanu)
- 2006 - César voor de beste filmmuziek, voor Glory (Bouchareb)